# سهره دمگاه‌زرد اندونزی
سهره دمگاه‌زرد اندونزی (نام علمی: Chrysocorythus estherae) گونه‌ای سهره از خانواده سهرگان راستین است که در اندونزی یافت می‌شود. زیستگاه‌های طبیعی آن جنگل‌های کوهستانی نمناک نیمه‌گرمسیری یا گرمسیری و مراتع بلندیها در مناطق نیمه‌گرمسیری یا گرمسیری است.